# Bitches Butches Dykes & Divas
Bitches Butches Dykes & Divas ist das dritte Album der Berliner Rapperin Sookee.

## Entstehung
Im November kam ein Snippet mit Ausschnitten der Lieder auf dem Album raus. Waren zwischen der Veröffentlichung des ersten und des zweiten Albums der Künstlerin rund vier Jahre vergangen, betrug der Abstand nun lediglich knapp zwei Jahre.

## Gastbeiträge
Gastrapper auf dem Album sind Captain Gips, Badkat, Pyro One, Refpolk und Kobito.

## Musik
Die Aufnahmen fanden im Studio von Leijione statt, das Mischen sowie das Mastering hingegen in der Sikkeria Berlin. Die Beats wurden von Majusbeats (Lieder 1, 6, 8, 11 und 15), Forbiddan (2, 7 und 14), und Beat 2.0 (3, 4, 5, 9, 10, 12, 13) gebastelt. Die Gitarre auf dem Titelstück wurde von Boris Wiese eingespielt, der Bass auf Purpleize Hiphop von Stephan Pfaff.

## Texte
Die Texte sind wie auf den vorherigen Alben der Künstlerin dem Conscious Rap zuzuordnen. Viele Stücke nehmen direkt oder indirekt Bezug auf Stücke ihres Vorgängeralbums Quing. So stellt das Titelstück einen Aufruf gegen Homophobie dar, ein Thema, das bereits in Pro Homo aufgegriffen wurde. Bitches Butches Dykes & Divas hatte bereits im Sommer als Hymne für die Slutwalks, die in mehreren deutschen Städten stattgefunden hatten, gedient. Aus diesem Anlass wurde das Lied bereits im August per Internet veröffentlicht. Siebenmeilenhighheels steht dem Titel nach den Siebemeilensneakers auf Quing gegenüber und thematisiert Verliebtsein sowie (queere) lesbische Identität am Beispiel femme. Lernprozess II greift die Kritik am zweiten Studioalbum auf und übt an einzelnen Stücken – speziell an Milady – Selbstkritik. Bereits auf Quing hatte sie in Lernprozess selbiges mit einigen Liedern auf dem Debütalbum Kopf Herz Arsch praktiziert. Mit dem Song D.R.A.G. (dressed as any gender) spielt sie mit dem Ausdruck drag der ursprünglich aus dem englischen kommt und Verkleidung oder Kostüm heißen kann.

## Rezeption
Das Album erhielt überwiegend gute Kritiken. laut.de attestierte ihm einen intellektuellen Anspruch und mutmaßte, dass es Irritation auslöse, da Sookee „kompromissloses Über-den-Haufen-Rennen eingefahrener Sichtweisen in der Szene“ betreibe. Außerdem bilde sie „ein Gegengewicht zu der hemmungslosen Hirnlosigkeit, mit der man sich tagtäglich konfrontiert sieht, trifft mit ihren Zeilen die Nägel gleich dutzendweise auf die Köpfe“. Ihre Texte habe sie „mühelos im Griff“ und habe es im Gegensatz zu vielen anderen Kolleginnen „raptechnisch durchaus drauf“. Andererseits wurde bemängelt, dass der Vortrag nicht sehr variationsreich und darüber hinaus „recht monoton“ sei.